# الكتاب الأسكتلندي
الكتاب الاسكتلندي Scottish Book ( البولندية: Księga Szkocka ) كان دفتر ملاحظات سميك يستخدمه علماء الرياضيات في مدرسة لفيف للرياضيات في بولندا لتدوين المشكلات التي يجب حلها. تمت تسمية الدفتر باسم "المقهى الاسكتلندي" الذي تم حفظه فيه. في الأصل، كان علماء الرياضيات الذين يجتمعون في المقهى يكتبون المسائل والمعادلات مباشرة على أسطح الطاولات الرخامية في المقهى، ولكن هذه الطاولات كانت تُمحى في نهاية كل يوم، وبالتالي فإن سجل المناقشات السابقة كان يضيع. من المرجح أن فكرة الكتاب كانت مقترحة في الأصل من قبل زوجة ستيفان باناخ، لوتشيا باناخ. اشترى ستيفان أو لوتشيا باناخ دفتر ملاحظات كبير وتركه مع صاحب المقهى.

## تاريخه

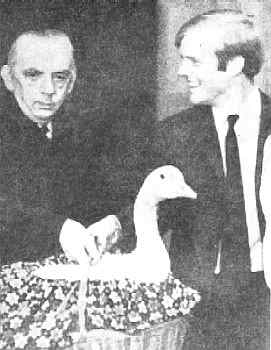
1972: مازور (يسار) يعرب عن تقديره لبير إنفلو بـ "الإوزة الحية" الموعودة، وهي الجائزة التي حصل عليها لحل المشكلة رقم 153.

المقهى الاسكتلندي (البولندية: Kawiarnia Szkocka) كان مقهى في مدينة لفيف ( لفوف حاليًا، أوكرانيا ) حيث ناقش علماء الرياضيات من مدرسة لفيف في ثلاثينيات وأربعينيات القرن العشرين مشاكل البحث بشكل تعاوني، وخاصة في التحليل الوظيفي والطوبولوجيا.

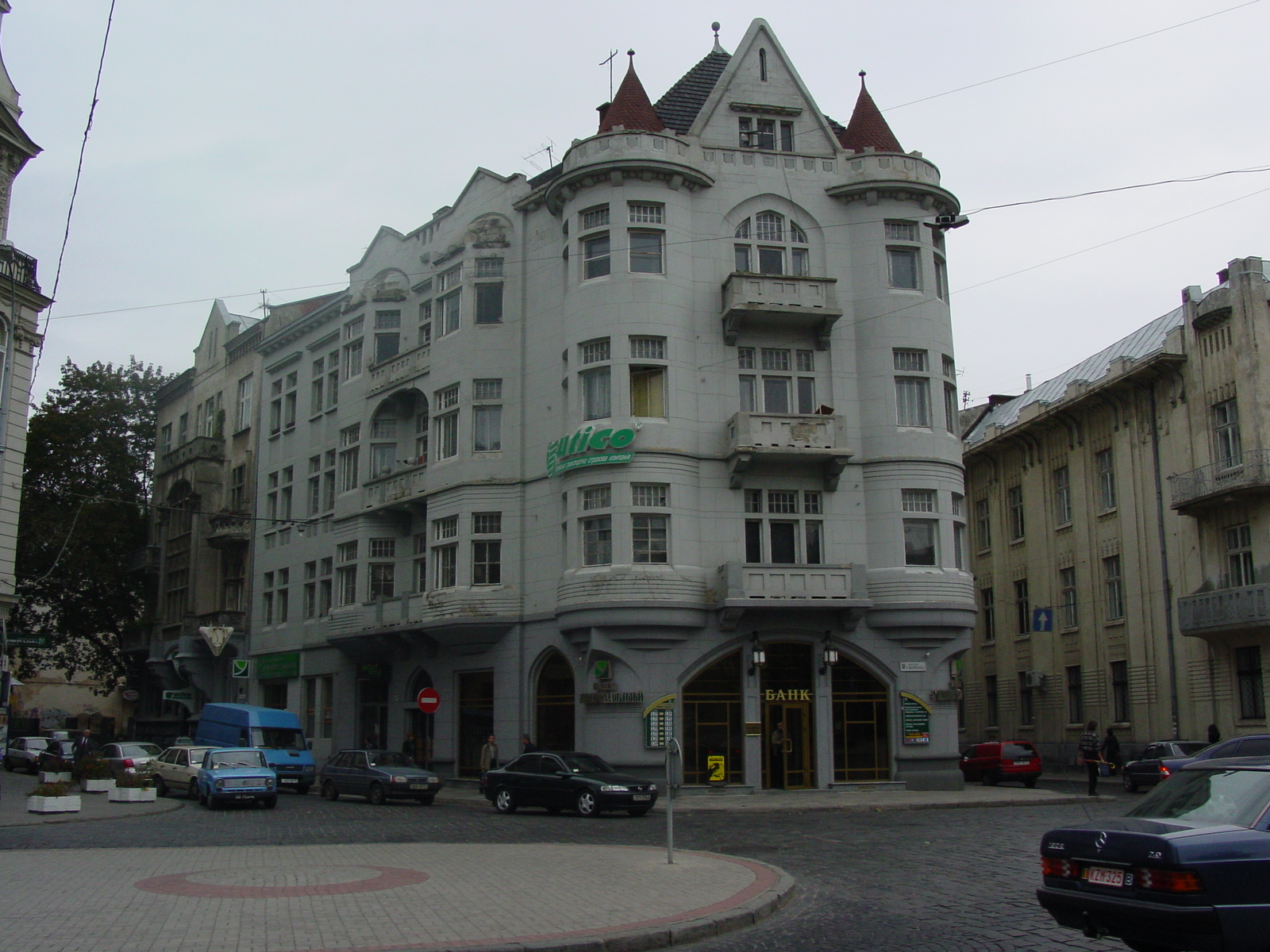
مبنى المقهى الاسكتلندي حيث تم تسجيل الكتاب وتخزينه

يروي ستانيسلاف أولام أن طاولات المقهى كانت ذات أسطح رخامية، حتى يتمكنوا من الكتابة بالقلم الرصاص مباشرة على الطاولة أثناء مناقشاتهم. وللحفاظ على النتائج من الضياع، وبعد أن أصبحت منزعجة من كتابتهم مباشرة على أسطح الطاولات، زودت زوجة ستيفان باناخ علماء الرياضيات بدفتر ملاحظات كبير، والذي تم استخدامه لكتابة المشاكل والأجوبة وأصبح يُعرف في نهاية المطاف باسم الكتاب الاسكتلندي. الكتاب - وهو عبارة عن مجموعة من المشاكل المحلولة، وغير المحلولة، وحتى التي ربما لا يمكن حلها - يمكن استعارته من قبل أي من ضيوف المقهى. كان حل أي من المشكلات يُكافأ بجوائز، وكانت المشكلات الأكثر صعوبة وتحديًا تحصل على جوائز باهظة الثمن (أثناء فترة الكساد الأعظم وعشية الحرب العالمية الثانية)، مثل زجاجة من البراندي الفاخر.
بالنسبة للمشكلة 153، والتي تم الاعتراف بها لاحقًا بأنها وثيقة الصلة "بمشكلة الأساس " التي وضعها ستيفان باناخ، عرض ستانيسلاف مازور جائزة عبارة عن أوزة حية. لم يتم حل هذه المشكلة إلا عام 1972 بواسطة بير إنفلو، الذي تم تقديم الإوزة الحية له في حفل تم بثه في جميع أنحاء بولندا.
مبنى المقهى الذي كان يستخدم لاستضافة Universal Bank على عنوان الشارع 27 تاراس شيفتشينكو Prospekt. تم تجديد المقهى الأصلي في مايو 2014 ويحتوي على نسخة من الكتاب الاسكتلندي.

## المشاكل التي ساهم بها المؤلفون الأفراد
وقد تم تدوين ما مجموعه 193 مشكلة في الكتاب. ساهم ستانيسلاف مازور بإجمالي 43 مشكلة، 24 منها كمؤلف منفرد و19 بالتعاون مع ستيفان باناخ. كتب باناخ بنفسه 14 كتاب، بالإضافة إلى 11 كتابًا آخر مع ستانيسلاف أولام ومازور. كتب أولام 40 مشكلة و15 مشكلة إضافية مع آخرين.
أثناء الاحتلال السوفييتي لمدينة لفيف، قام العديد من علماء الرياضيات الروس بزيارة المدينة وأضافوا أيضًا مسائل إلى الكتاب. ساهم هوغو شتاينهاوس بالمشكلة الأخيرة في 31 مايو 1941، قبل وقت قصير من الهجوم الألماني على الاتحاد السوفييتي؛ تضمنت هذه المشكلة سؤالاً حول التوزيع المحتمل لأعواد الثقاب داخل علبة الثقاب، وهي مشكلة ناجمة عن عادة باناخ في تدخين السجائر.

## الاستمرارية
بعد الحرب العالمية الثانية، تم نشر ترجمة إنجليزية شرحها أولام بواسطة مختبر لوس ألاموس الوطني عام 1957. بعد الحرب العالمية الثانية، قام شتاينهاوس في جامعة فروتسواف بإحياء تقليد الكتاب الاسكتلندي من خلال إطلاق الكتاب الاسكتلندي الجديد في الفترة من 1945 إلى 1958.
لا يزال التقليد الذي أسّسه "الكتاب الاسكتلندي" يُلهم ليس فقط علماء الرياضيات، بل والمعلمين في مجالات معرفية أخرى أيضًا. وقد اقترح بيوتر كوزان ما يُعرف بـ"طريقة الإوزة" كوسيلة تعليمية تهدف إلى تحديد المشكلات المفتوحة وتحفيز البحث المستقبلي. واستلهامًا من المكافآت الغريبة التي تضمنها الكتاب الاسكتلندي، يسعى هذا النهج إلى تنمية روح الفضول لدى المتعلمين، وبناء تراكم معرفي يمتد عبر الأجيال.

## الأشخاص المرتبطون
ارتبط علماء الرياضيات التاليون بمدرسة لفيف للرياضيات أو ساهموا في الكتاب الاسكتلندي:
- ب. ألكسندروف (بافل ألكسندروف؟)
- هيرمان أورباخ (قُتل في معسكر الإبادة في بيلزك)
- أ. ف. فيرمانت (ru:بيرمانت، أنيسيم فيدوروفيتش، أي أنيسيم فيدوروفيتش بيرمانت؟)
- بوغوليوبوف (نيكولاي بوغوليوبوف؟)
- ستيفان باناخ
- كارول بورسوك (سُجن لعمله في  جامعة وارسو السرية)
- ماير إيدلهايت
- صموئيل إيلينبرغ (فرّ من أوروبا إلى جامعة برينستون عام 1939)
- موريس رينيه فريشيه
- ليوبولد إنفيلد (عاد من كامبريدج إلى لفيف عام 1935، لكنه غادر مجددًا إلى جامعة برينستون عام 1936 تحت وطأة التهديد النازي)
- جوزيف كامبيه دي فيرييه
- ماريك كاتش (ذهب للدراسة في الولايات المتحدة عام 1938؛ وقُتلت عائلته التي بقيت في كرزيميينيتش عام 1942)
- ستيفان كاتشمارز (توفي في ظروف غامضة عام 1939بعد استدعائه للخدمة العسكرية)
- برونيسواف كناستر (عاش مُطعمًا للقمل أثناء احتلال لفيف)
- كازيميرز كوراتوفسكي (عمل في جامعة وارسو السرية)
- أنتوني لومنيكي (قُتل في مذبحة أساتذة لفيف)
- لازار ليوسترنيك (شارك في اضطهاده مُعلِّم عام 1936)
- جوزيف مارسينكيفيتش (يُعتقد أنه قُتل في مذبحة كاتين؛ فُقدت مخطوطاته التي كانت في عهدة والديه)
- ستانيسلاف مازور
- جون فون نيومان (انتقل إلى جامعة برينستون عام 1930)
- فلاديسلاف نيكليبورك (pl، تُوفي عام 1948)
- سيريل أوفورد
- فلاديسلاف أورليكز
- ستانيسلاف روزيفيتش (قُتل في مذبحة أساتذة لفيف)
- ستانيسلاف ساكس (انضم إلى الحركة السرية البولندية، وأُعدم في عام 1942 من قبل الجستابو)
- جوليوس شودر (لم يكن لديه ورقة لتسجيل نتائجه بعد عام 1941، قُتل على يد الجيستابو عام 1943)
- جوزيف شراير (انتحر في Drohobycz Ghetto عام 1943 لتجنب القبض عليه)
- واكلاو سيربينسكي (منزل أحرقه النازيون عام 1944، وعمل في جامعة وارسو السرية)
- سيرجي سوبوليف
- هوغو شتاينهاوس (قضى الحرب العالمية الثانية مختبئًا، يُدرّس في التعليم السري غير القانوني)
- لودفيغ ستيرنباخ (اقتيد إلى معسكر الإبادة في بيلزيك)
- سيميون ستويلو
- إدوارد سبيلراجن (غيّر اسمه لاحقًا إلى إدوارد ماركزوسكي هربًا من الاضطهاد النازي)
- ستانيسواف أولام (غادر بولندا إلى الولايات المتحدة عام 1939، وعمل في مشروع مانهاتن)
- رولين وافر
- أنتوني زيغموند (هاجر إلى الولايات المتحدة في عام 1940)

## انظر ايضا
- بردية برلين
- مخطوطة بخشالي

## روابط خارجية
- مقدمة الكتاب الاسكتلندي
- في موقع جامعة آدم ميكيفيتش في بوزنان (تم أرشفته بواسطة Wayback Machine ):
  - (نسخة مطبوعة من النسخة الإنجليزية)
  - Scottish book Web page على موقع واي باك مشين (نسخة محفوظة April 28, 2018) في Home Page of Stefan Banach على موقع واي باك مشين (نسخة محفوظة April 28, 2018)
  - Manuscript of Scottish book (PDF) على موقع واي باك مشين (نسخة محفوظة April 28, 2018)
  - The New Scottish Book على موقع واي باك مشين (نسخة محفوظة April 28, 2018) ، مقال بقلم رومان دودا
- صورة ووصف للمقهى الاسكتلندي (Kawiarnia Szkocka) في أرشيف MacTutor
- مراجعة لكتاب حياة ستيفان باناخ الذي كتبه رومان كالوزا عام 1996 من مجلة American Mathematical Monthly، العدد 104 (1997)، ص 577-579.
- The New Scottish Book in PDF files على موقع واي باك مشين (نسخة محفوظة April 28, 2018) (الصفحة باللغة البولندية، مع روابط PDF غير مؤرشفة)
- كتاب لفيف الاسكتلندي - كتاب اسكتلندي جديد في المقهى الأصلي يتبع تقليد الكتاب الاسكتلندي الأصلي
- الكتب:
  - (يتضمن أوراقًا مختارة عُرضت في مؤتمر الكتاب الاسكتلندي الذي عُقد في جامعة ولاية تكساس الشمالية، دنتون، تكساس، مايو 1979)

49°50′09″N 24°1′57″E / 49.83583°N 24.03250°E